# Mark Knowles (hockeista su prato)
Mark William Knowles (10 marzo 1984) è un hockeista su prato australiano.

## Palmarès

### Olimpiadi
- 3 medaglie:
  - 1 oro (Atene 2004)
  - 2 bronzi (Pechino 2008; Londra 2012)

### Mondiali
- 1 medaglia:
  - 1 oro (L'Aia 2014)

### Champions Trophy
- 3 medaglie:
  - 2 ori (CHennai 2005; Melbourne 2012)
  - 1 argento (Kuala Lumpur 2007)

### Coppa d'Oceania
- 1 medaglia:
  - 1 oro (Sydney 2017)